# Assif Iriri
Der Assif Iriri (Zentralatlas-Tamazight ⴰⵙⵉⴼ ⵏ ⵉⵔⵉⵔⵉ Asif n Iriri) ist ein Fluss im südlichen Marokko. Als wichtigster Nebenfluss des Assif n’Tidili trägt er mit dazu bei, den Stausee El Mansour Eddahbi und damit den Wadi Draa zu speisen, den längsten Fluss Marokkos. Es gibt auch eine Minderheitsmeinung, die besagt, der Assif Iriri behalte seinen Namen bis zum Stausee bei und der Assif n’Tidili münde in ihn als Nebenfluss.

## Verlauf
Das Quellgebiet des Assif Iriri beginnt in einem Erosionstrichter am steilen Nordhang unter dem Gipfel des Jbel Sirwa im Antiatlas und führt mit allgemeiner Ostnordostrichtung hinab zur Einmündung in den Mittellauf des Assif n’Tidili etwa 38 km westlich von Ouarzazate, dessen wichtigster und längster Zufluss er ist.
In der wüstenhaften Bergwelt der Nordabdachung des Antiatlasgebirges bietet der Assif Iriri tief eingeschnitten zwar Platz für eine Reihe von Flussoasen, ist jedoch zu unwegsam für den durchgehenden Straßenverkehr. Lediglich die Provinzstraße P1702 quert den Mittellauf des Tales mit etlichen Serpentinen in Höhe des Dorfes Tachakchte (Tachokchte).